# Dirigent
För andra betydelser, se dirigering (nätverk).

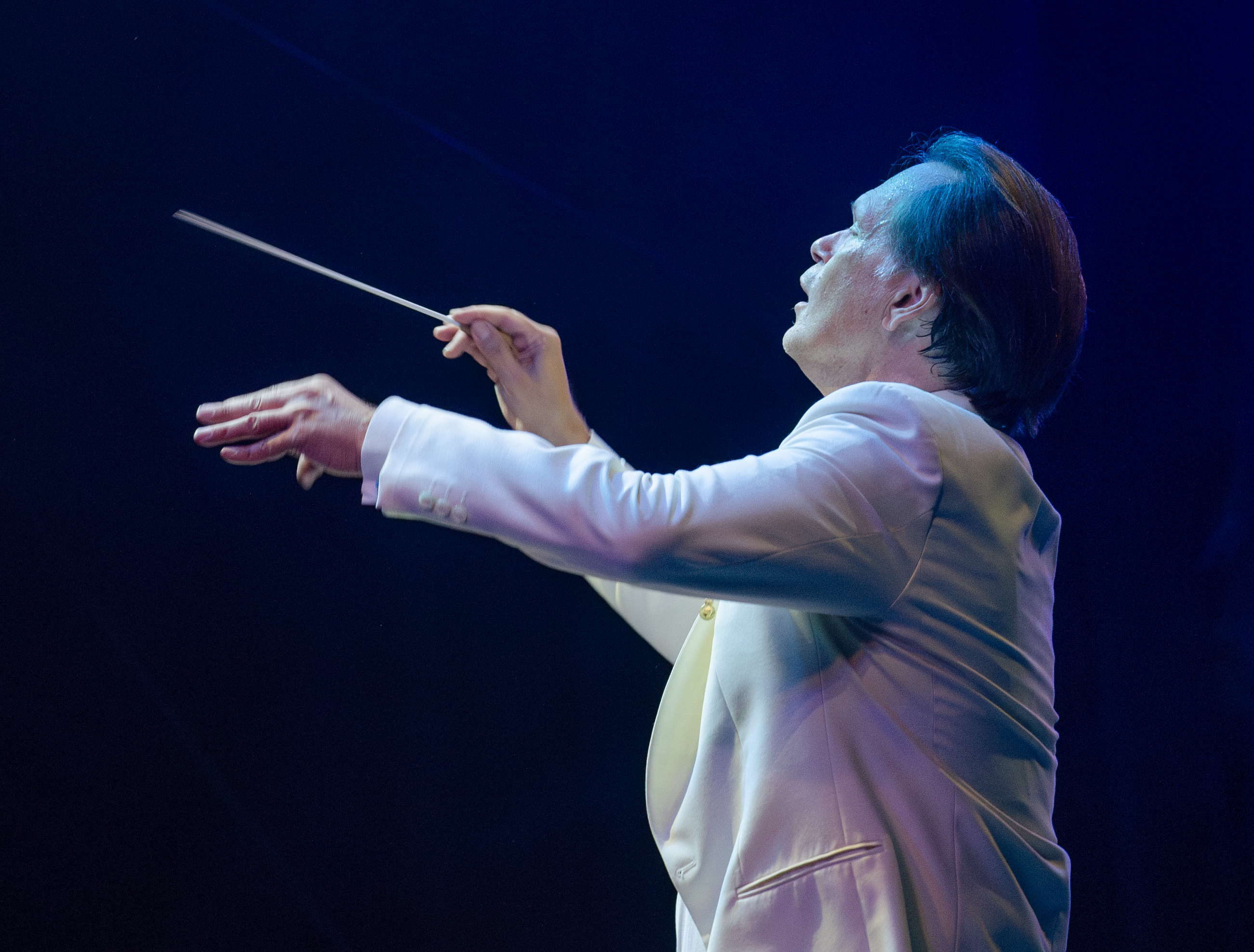
Patrik Ringborg dirigerar Kungliga Hovkapellet på Gustav Adolfs torg under Stockholms Kulturfestival 2023.

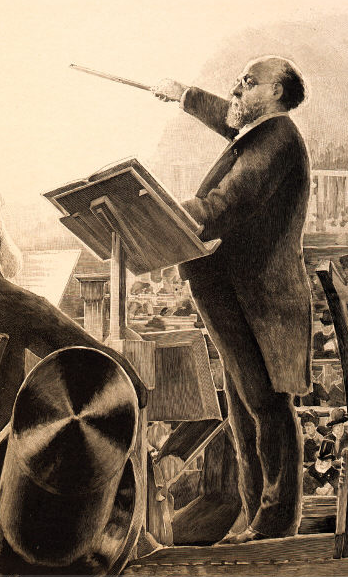
Charles Lamoureux dirigerar en orkester under 1800-talet.

En dirigent är en person som dirigerar till exempel en orkester eller en kör. Dirigentens uppgift är att leda det konstnärliga arbetet och se till att orkestern, eller kören, arbetar som en enhet. I äldre språkbruk kan ordet även avse en chef eller ledare för ett industriföretag, ämbetsverk eller dylikt.

## Historik
Dirigering i någon form har enligt de flesta musikhistoriker funnits ända sedan 1400-talet. Vid denna tid hade man ännu inte börjat använda taktstreck vid notering av musik, och för att få orkestern att vara samspelt gällde det att hålla ett fast tempo. Fram till 1700-talet använde dirigenterna ofta en tung, ibland stålskodd, käpp och dunkade takten med. En populär anekdot gör gällande att kompositören Jean Baptiste Lully dog av blodförgiftning efter att ha slagit sönder stortån med en sådan käpp. Ett annat populärt sätt att dirigera var att använda hoprullade notblad och dunka i notstället. Taktpinnen, det attribut som de flesta idag associerar till när de hör ordet dirigent, introducerades av Carl Maria von Weber på en konsert i Dresden 1817.
Innan 1700-talets mitt sattes tempot dessutom av generalbasen, en ackompanjerande stämma som dirigenten själv spelade på orgel eller cembalo med en hand samtidigt som han markerade takten med den andra. På den tiden användes inget fullt partitur. När Beethoven dirigerade sina verk satt han fortfarande mitt i orkestern på generalbasens plats, men vid det laget hade man slutat att ha ett sådant särskilt ackompanjemang, och han hade ett fullt partitur såsom dirigenterna i dag. Först vid festspelen i Bayreuth 1876 uppträder en dirigent på konsert med ryggen mot publiken, så som vi är vana vid idag.
Ett tag på slutet av 1700-talet var det populärt att låta försteviolinisten, konsertmästaren leda orkestern, ett bruk som återupptagits av en del moderna kammarorkestrar, exempelvis Orpheus Chamber Orchestra och Academy of St Martin in the Fields. Persimfans, en sovjetisk symfoniorkester inspirerad av den socialistiska revolutionen, gjorde sig på 1920-talet snabbt ett namn när de uppträdde helt utan ledning, vilket gjordes möjligt genom en komplex demokratisk beslutsapparat och en intrikat orkesteruppställning där alla i orkestern spelade vända emot varandra i en cirkel.

## Teknik
Fram till mitten av 1900-talet använde i princip alla dirigenter en pinne av den typ Weber introducerade, i regel en pinne av ben eller elfenben och grepp av ebenholts. En mycket raffinerad teknik för hanterandet av pinnen utvecklades så småningom. I dag används oftast begreppet dirigentpinne och den är gjord i trä eller ett vitt konstmaterial, plast eller glasfiber, oftast med ett skaft av trä eller kork. Pinnarna, liksom skaftet, utformas i olika längd, tjocklek och vikt alltefter dirigentens önskemål. Många moderna dirigenter har dock övergått till att bara använda händerna. En del av dirigentens rörelseschema följer alltid ett mer eller mindre exakt mönster, som talar om för musikerna var i takten de befinner sig, och förbereder dem på olika insatser. Dirigentens viktigaste arbete utförs dock på repetitionerna, där dirigenten bestämmer hur verket skall interpreteras, tolkas, i avseende på frasering, tempo, dynamik med mera.

## Några berömda dirigenter
Konstmusik (populärt kallad "klassisk musik")
- Leonard Bernstein
- Sergiu Celibidache
- Herbert von Karajan

Jazz
- Duke Ellington